# Bent Lexner
Bent Lexner (født 5. juli 1946) er tidligere dansk overrabbiner for Mosaisk Trossamfund. 
Lexner blev rabbiner i 1976 og overrabbiner i 1996, hvor han afløste Bent Melchior. Han gik af i 2014, hvorefter Bent Melchiors barnebarn Jair Melchior blev overrabbiner.
Lexner er uddannet speditør og blev derefter uddannet til rabbiner ved Harry Fischel Institute, Israel i 1971 til 1976. 